# Beriu
Beriu es una comuna ubicada en el distrito de Hunedoara, Rumania.

## Superficie
Cuenta con una superficie de 184,8 kilómetros cuadrados.

## Demografía
Hasta 2021 la población era de 3281 habitantes, con una densidad de población de 17,76 habitantes por kilómetro cuadrado.